# Ágota Bujdosó
Ágota Bujdosó (Budapest, 2 giugno 1943 – 30 marzo 2025) è stata una pallamanista ungherese, portiere della nazionale ungherese di pallamano vincitrice negli anni 70 di tre medaglie di bronzo ai Giochi olimpici e ai Campionati mondiali della disciplina.

## Carriera

### Club
Ha iniziato la sua carriera nel 1957 a Vasas e ha trascorso tutta la sua carriera nella squadra di Angyalföld. Ha goduto del suo periodo migliore negli anni settanta, quando ha vinto il campionato ungherese per sette volte di seguito (tra il 1972 e il 1978) e conquistato quattro coppe d'Ungheria. Inoltre, ha raggiunto la finale della Coppa dei Campioni nel 1978, perdendo per 19–14 contro il TSC Berlin.
Per i suoi risultati è stata insignita dell'Anello d'Oro di Vasas SC nel 1991.

### Internazionale
Ha esordito nella nazionale ungherese nel 1965, registrando 168 presenze fino al suo ritiro nel 1977. Dal 1969 è stata capitano della squadra. È stata presente in diverse competizioni internazionali, la prima nel 1971, quando ha vinto la medaglia di bronzo ai Mondiali, dopo aver battuto la Romania nel match di piazzamento. Due anni dopo ha giocato di nuovo con l'Ungheria per il bronzo, ma questa volta la squadra ha perso contro l'Unione Sovietica, arrivando quarta. Nel 1975, al suo terzo ed ultimo Campionato del mondo ha vinto un'altra medaglia di bronzo.
Ha fatto parte della squadra che ha giocato ai Giochi olimpici del 1976. In un torneo serrato, l'Ungheria è arrivata terza, non superando la Germania, medaglia d'argento, solo per la differenza reti.

## Palmarès

### Club
- Nemzeti Bajnokság I :
  - Vincitore : 1972, 1973, 1974, 1975, 1976, 1977, 1978
  - Medaglia di bronzo: 1967, 1969, 1971
- Magiaro Kupa :
  - Vincitore : 1969, 1971, 1974, 1976

### Nazionale
- Coppa dei campioni :
  - Finalista : 1978
- Campionato mondiale femminile di pallamano: 1 :
  - Medaglia di bronzo: 1971, 1975
- Giochi olimpici: 1 :
  - Medaglia di bronzo : 1976

### Premi individuali
- 1973 - Pallamanista ungherese dell'anno
- 1973 - Pallamanista ungherese dell'anno
- 1991 - Anello d'Oro di Vasas SC